# Stay Fly
Stay Fly (or Stay High) est le premier single de l'album Most Known Unknown du groupe rap Three 6 Mafia. La chanson est le meilleur hit du groupe ; elle a atteint la 13e position du Billboard Hot 100 (équivalent américain du hit-parade français) en 2006.
Le titre original, Stay High (une référence à l'usage de produits stupéfiants), a été changé pour pouvoir être diffusé à la radio[réf. souhaitée]. Ce morceau inclut la participation de groupe de rap 8Ball & MJG ainsi que celle de Young Buck, un ancien de G-Unit.